# Parque de las Avenidas (metropolitana di Madrid)
Parque de las Avenidas è una stazione della linea 7 della metropolitana di Madrid, situata sotto l'avenida de Bruselas, nel distretto Salamanca.

## Storia
La stazione è stata inaugurata il 17 maggio 1975 con il secondo tratto della linea da Pueblo Nuevo e Avenida de América, ed è stata ristrutturata nel 2007 per cambiare le volte e le pareti.

## Accessi
Vestibolo Barrio de la Concepción
- Avenida de Bruselas, pari Avenida de Bruselas, 56
- Avenida de Bruselas, dispari Avenida de Bruselas, s.n.